# Aixurrabi I
Aixurrabi I o Aššur-rabi I va ser rei d'Assíria. Va pujar al tron potser l'any 1475 o el 1470 aC però no se sap quants anys el va ocupar, ja que la Llista dels reis d'Assíria i les altres llistes conegudes estan damnades en aquest punt. No obstant per la seva possible edat, un regnat de 20 a 30 anys sembla raonable (la inscripció damnada s'havia llegit com "...dies" però això sembla una lectura errònia). No obstant cal dir que no hi ha inscripcions ni dades del seu regnat fora de la Llista reial.
Era fill d'Enlilnasir I i va succeir al seu nebot Aixurxaduni al que va enderrocar al cap d'un mes de la seva pujada al tron, en un victoriós cop d'estat, probablement a causa del fet que era un menor d'edat. El va succeir el seu fill Aixurnadinahhe I.